# Mesochorus mirabilis
Mesochorus mirabilis là một loài tò vò trong họ Ichneumonidae.